# Nowa Zelandia na Letnich Igrzyskach Olimpijskich Młodzieży 2010
Nową Zelandię na Letnich Igrzyskach Olimpijskich Młodzieży w Singapurze w 2010 reprezentowało 54 sportowców w 16 dyscyplinach.

## Skład kadry

### Badminton
Chłopcy
| Zawodnik         | Konkurencja             | Faza grupowa              | Faza grupowa                     | Faza grupowa            | Faza grupowa | Faza główna            | Faza główna            | Faza główna            | Faza główna |
| Zawodnik         | Konkurencja             | Mecz 1                    | Mecz 2                           | Mecz 3                  | Poz.         | Ćwierćfinał            | Półfinał               | Finał                  | Poz.        |
| ---------------- | ----------------------- | ------------------------- | -------------------------------- | ----------------------- | ------------ | ---------------------- | ---------------------- | ---------------------- | ----------- |
| Asher Richardson | gra pojedyncza chłopców | Cuba L 0-2 (13-21, 18-21) | Bhamidipati L 0-2 (12-21, 12-21) | Chao L 0-2 (7-21, 8-21) | 4            | Nie zakwalifikował się | Nie zakwalifikował się | Nie zakwalifikował się |             |

Dziewczęta
| Zawodnik       | Konkurencja              | Faza grupowa                | Faza grupowa            | Faza grupowa                       | Faza grupowa | Faza główna             | Faza główna             | Faza główna             | Faza główna |
| Zawodnik       | Konkurencja              | Mecz 1                      | Mecz 2                  | Mecz 3                             | Poz.         | Ćwierćfinał             | Półfinał                | Finał                   | Poz.        |
| -------------- | ------------------------ | --------------------------- | ----------------------- | ---------------------------------- | ------------ | ----------------------- | ----------------------- | ----------------------- | ----------- |
| Victoria Cheng | gra pojedyncza dziewcząt | Suwarno L 0-2 (15-21, 5-21) | Deng L 0-2 (9-21, 5-21) | Winder L 1-2 (16-21, 21-19, 10-21) | 4            | Nie zakwalifikowała się | Nie zakwalifikowała się | Nie zakwalifikowała się |             |

### Boks
Chłopcy
| Zawodnik      | Konkurencja | Eliminacje | Półfinał                      | Finał           | Poz. |
| ------------- | ----------- | ---------- | ----------------------------- | --------------- | ---- |
| Joseph Parker | +91kg       |            | Jozsef Zsigmond W RET R2 0:37 | Tony Yoka L 5-8 |      |

### Hokej na trawie
Drużyna dziewcząt
| Skład | Konkurencja                         | Faza grupowa              | Faza grupowa | Mecz o 3. miejsce        | Mecz o 3. miejsce |
| Skład | Konkurencja                         | Przeciwnik Wynik          | Poz.         | Przeciwnik Wynik         | Poz.              |
| --- | ----------------------------------- | ------------------------- | ------------ | ------------------------ | ----------------- |
| Georgia Barnett Amy Barry Jamie Bolton Jessica Chisholm Michaela Curtis Samara Dalziel Rhiannon Dennison Erin Goad Elizabeth Rose Keddell Sarah Matthews Rachel McCann (C) Kate McCaw Elley Miller Danielle Sutherland Lydia Velzian Kayla Wilson | Hokej na trawie – turniej dziewcząt | Korea Południowa · W 3-2  | 3            | Korea Południowa · W 5-4 |                   |
| Georgia Barnett Amy Barry Jamie Bolton Jessica Chisholm Michaela Curtis Samara Dalziel Rhiannon Dennison Erin Goad Elizabeth Rose Keddell Sarah Matthews Rachel McCann (C) Kate McCaw Elley Miller Danielle Sutherland Lydia Velzian Kayla Wilson | Hokej na trawie – turniej dziewcząt | Irlandia · W 3-2          | 3            | Korea Południowa · W 5-4 |                   |
| Georgia Barnett Amy Barry Jamie Bolton Jessica Chisholm Michaela Curtis Samara Dalziel Rhiannon Dennison Erin Goad Elizabeth Rose Keddell Sarah Matthews Rachel McCann (C) Kate McCaw Elley Miller Danielle Sutherland Lydia Velzian Kayla Wilson | Hokej na trawie – turniej dziewcząt | Holandia · L 0-1          | 3            | Korea Południowa · W 5-4 |                   |
| Georgia Barnett Amy Barry Jamie Bolton Jessica Chisholm Michaela Curtis Samara Dalziel Rhiannon Dennison Erin Goad Elizabeth Rose Keddell Sarah Matthews Rachel McCann (C) Kate McCaw Elley Miller Danielle Sutherland Lydia Velzian Kayla Wilson | Hokej na trawie – turniej dziewcząt | Południowa Afryka · W 4-0 | 3            | Korea Południowa · W 5-4 |                   |
| Georgia Barnett Amy Barry Jamie Bolton Jessica Chisholm Michaela Curtis Samara Dalziel Rhiannon Dennison Erin Goad Elizabeth Rose Keddell Sarah Matthews Rachel McCann (C) Kate McCaw Elley Miller Danielle Sutherland Lydia Velzian Kayla Wilson | Hokej na trawie – turniej dziewcząt | Argentyna · L 0-1         | 3            | Korea Południowa · W 5-4 |                   |

### Jeździectwo
| Zawodnik                                                                       | Koń                                                                     | Konkurencja         | Runda 1     | Runda 1 | Runda 1 | Runda 2    | Runda 2 | Runda 2 | Suma pkt | Jump-Off   | Jump-Off                      | Poz. |
| Zawodnik                                                                       | Koń                                                                     | Konkurencja         | Kary        | Kary    | Poz.    | Kary       | Kary    | Poz.    | Suma pkt | Kary       | Czas                          | Poz. |
| Zawodnik                                                                       | Koń                                                                     | Konkurencja         | Skok        | Czas    | Poz.    | Skok       | Czas    | Poz.    | Suma pkt | Kary       | Czas                          | Poz. |
| ------------------------------------------------------------------------------ | ----------------------------------------------------------------------- | ------------------- | ----------- | ------- | ------- | ---------- | ------- | ------- | -------- | ---------- | ----------------------------- | ---- |
| Jake Lambert                                                                   | Le Lucky                                                                | Skoki indywidualnie | 12          | 0       | 23      | 4          | 0       | 8       | 16       |            |                               | 21   |
| Jasmine Zin Man Lai Jake Lambert Xu Zhengyang Sultan Al Tooqi Thomas McDermott | Butterfly Kisses Le Lucky Foxdale Villarni Joondooree Farms Damiro Hugo | Skoki drużynowo     | 12 0 16 4 0 | 0       | 1       | 4 0 20 4 0 | 0       | 2       | 8        | 0 12 0 4 8 | 50.27 46.13 51.46 52.23 46.10 |      |

### Judo
Indywidualnie
| Zawodnik     | Konkurencja | Runda 1          | Runda 2               | Runda 3                              | Półfinały                 | Finał                   | Poz. |
| Zawodnik     | Konkurencja | Przeciwnik Wynik | Przeciwnik Wynik      | Przeciwnik Wynik                     | Przeciwnik Wynik          | Przeciwnik Wynik        | Poz. |
| ------------ | ----------- | ---------------- | --------------------- | ------------------------------------ | ------------------------- | ----------------------- | ---- |
| Haley Baxter | -63 kg      | BYE              | Naginskaite L 000-102 | Repesaż Tchaniley-Larounga W 100-000 | Repesaż Chammas L 000-100 | Nie zakwalifikowała się | 13   |

Zespołowo
| Zawodnik | Konkurencja                    | Runda 1          | Runda 2           | Półfinały        | Finał            | Poz. |
| Zawodnik | Konkurencja                    | Przeciwnik Wynik | Przeciwnik Wynik  | Przeciwnik Wynik | Przeciwnik Wynik | Poz. |
| --- | ------------------------------ | ---------------- | ----------------- | ---------------- | ---------------- | ---- |
| Belgrade Anna Dmitrieva Jeremy Saywell Jennet Geldybayeva Babacar Cisse Haley Baxter Dulguun Otgonbayar Lola Mansour Marius Piepke | Kontynentalne zespoły mieszane | BYE              | Osaka W 4-4 (3-1) | Tokyo W 5-3      | Essen L 1-6      |      |

### Kolarstwo
Cross Country
| Zawodnik            | Konkurencja   | Czas    | Poz. | Pkt |
| ------------------- | ------------- | ------- | ---- | --- |
| Sam Shaw            | Cross Country | 1:08:28 | 23   | 72  |
| Sarah Kate McDonald | Cross Country | 55:30   | 14   | 37  |

Time Trial
| Zawodnik            | Konkurencja | Czas    | Poz. | Pkt |
| ------------------- | ----------- | ------- | ---- | --- |
| Denay Cottam        | Time Trial  | 4:12.12 | 12   | 25  |
| Sarah Kate McDonald | Time Trial  | 3:28.24 | 4    | 12  |

BMX
| Zawodnik            | Konkurencja | Runda 1 | Runda 1 | Ćwierćfinał | Ćwierćfinał | Ćwierćfinał | Ćwierćfinał | Ćwierćfinał | Ćwierćfinał | Ćwierćfinał | Półfinał | Półfinał | Półfinał | Półfinał | Półfinał | Półfinał | Półfinał | Finał                   | Finał                   | Finał |
| Zawodnik            | Konkurencja | Runda 1 | Runda 1 | Wyścig 1    | Wyścig 1    | Wyścig 2    | Wyścig 2    | Wyścig 3    | Wyścig 3    | Poz.        | Wyścig 1 | Wyścig 1 | Wyścig 2 | Wyścig 2 | Wyścig 3 | Wyścig 3 | Poz.     | Finał                   | Finał                   | Finał |
| Zawodnik            | Konkurencja | Czas    | Poz.    | Czas        | Poz.        | Czas        | Poz.        | Czas        | Poz.        | Poz.        | Czas     | Poz.     | Czas     | Poz.     | Czas     | Poz.     | Poz.     | Czas                    | Poz.                    | Pkt.  |
| ------------------- | ----------- | ------- | ------- | ----------- | ----------- | ----------- | ----------- | ----------- | ----------- | ----------- | -------- | -------- | -------- | -------- | -------- | -------- | -------- | ----------------------- | ----------------------- | ----- |
| Trent Woodcock      | BMX         | 32.181  | 6       | 32.394      | 2           | 32.394      | 2           | 32.792      | 2           | 2 Q         | 32.133   | 3        | 42.466   | 6        | DNF      | 7        | 6        | Nie zakwalifikował się  | Nie zakwalifikował się  | 58    |
| Sarah Kate McDonald | BMX         | 44.089  | 11      | 43.669      | 3           | 43.577      | 3           | 44.292      | 3           | 3 Q         | 43.567   | 5        | 44.083   | 6        | 44.908   | 7        | 6        | Nie zakwalifikowała się | Nie zakwalifikowała się | 32    |

Road Race
| Zawodnik       | Konkurencja | Czas            | Poz.            | Pkt |
| -------------- | ----------- | --------------- | --------------- | --- |
| Denay Cottam   | Road Race   | 1:05:44         | 18              | 72  |
| Sam Shaw       | Road Race   | nie ukończył    | nie ukończył    |     |
| Trent Woodcock | Road Race   | nie wystartował | nie wystartował |     |

Overall
| Zespół                                                   | Konkurencja     | Cross Country Pkt | Cross Country Pkt | Time Trial Pkt | Time Trial Pkt | BMX Pkt | BMX Pkt    | Road Race Pkt | Suma Pkt | Poz. |
| Zespół                                                   | Konkurencja     | Chłopcy           | Dziewczęta        | Chłopcy        | Dziewczęta     | Chłopcy | Dziewczęta | Road Race Pkt | Suma Pkt | Poz. |
| -------------------------------------------------------- | --------------- | ----------------- | ----------------- | -------------- | -------------- | ------- | ---------- | ------------- | -------- | ---- |
| Sarah Kate McDonald Sam Shaw Denay Cottam Trent Woodcock | Składy mieszane | 72                | 37                | 25             | 12             | 58      | 32         | 72            | 308      | 20.  |

### Koszykówka
Drużyna chłopców
| Skład                                                     | Konkurencja | Faza grupowa        | Faza grupowa | Mecze o miejsca | Mecze o miejsca                        | Mecze o miejsca | Poz. |
| Skład                                                     | Konkurencja | Grupa A             | Poz          | 9-16            | 13-16                                  | 13-14           | Poz. |
| --------------------------------------------------------- | ----------- | ------------------- | ------------ | --------------- | -------------------------------------- | --------------- | ---- |
| Michael Karena Reuben Te Rangi James Ashby (C) Ben Fraser | Koszykówka  | Grecja · L 19-22    | 3            | Iran · L 17-29  | Republika Środkowoafrykańska · W 29-21 | Egipt · L 26-29 | 14   |
| Michael Karena Reuben Te Rangi James Ashby (C) Ben Fraser | Koszykówka  | Portoryko · W 30-26 | 3            | Iran · L 17-29  | Republika Środkowoafrykańska · W 29-21 | Egipt · L 26-29 | 14   |
| Michael Karena Reuben Te Rangi James Ashby (C) Ben Fraser | Koszykówka  | Serbia · L 13-30    | 3            | Iran · L 17-29  | Republika Środkowoafrykańska · W 29-21 | Egipt · L 26-29 | 14   |
| Michael Karena Reuben Te Rangi James Ashby (C) Ben Fraser | Koszykówka  | Indie · W 17-12     | 3            | Iran · L 17-29  | Republika Środkowoafrykańska · W 29-21 | Egipt · L 26-29 | 14   |

### Lekkoatletyka

#### Chłopcy
Konkurencje biegowe
| Zawodnik         | Konkurencja                     | Kwalifikacje | Kwalifikacje | Finał        | Finał        |
| Zawodnik         | Konkurencja                     | Wynik        | Poz.         | Wynik        | Poz.         |
| ---------------- | ------------------------------- | ------------ | ------------ | ------------ | ------------ |
| Yarride Rosario  | bieg na 100 metrów              | 11.46        | 20 qC        | 11.73        | 21           |
| Brad Mathas      | bieg na 1000 metrów             | 2:44.64      | 20 qB        | 2:34.47      | 18           |
| Mohamed Ali      | bieg na 3000 metrów             | 9:07.60      | 18 qB        | 9:01.30      | 17           |
| Joshua Hawkins   | bieg na 110 metrów przez płotki | 14.46        | 12 qB        | 14.59        | 12           |
| Matthew Holcroft | chód na 10 km                   |              |              | nie ukończył | nie ukończył |

Konkurencje techniczne
| Zawodnik     | Konkurencja    | Kwalifikacje | Kwalifikacje | Finał | Finał |
| Zawodnik     | Konkurencja    | Wynik        | Poz.         | Wynik | Poz.  |
| ------------ | -------------- | ------------ | ------------ | ----- | ----- |
| Jackson Gill | pchnięcie kulą | 21.73        | 2 Q          | 22.60 |       |

#### Dziewczęta
Konkurencje biegowe
| Zawodnik                                                            | Konkurencja                        | Kwalifikacje | Kwalifikacje | Finał    | Finał |
| Zawodnik                                                            | Konkurencja                        | Wynik        | Poz.         | Wynik    | Poz.  |
| ------------------------------------------------------------------- | ---------------------------------- | ------------ | ------------ | -------- | ----- |
| Hazel Bowering-Scott                                                | bieg na 200 metrów                 | 25.33        | 13 qB        | 25.35    | 13    |
| Anna-Lisa Uttley                                                    | bieg na 3000 metrów                | 10:07.69     | 11 qB        | 10:07.63 | 12    |
| Jenna Hansen                                                        | bieg na 2000 metrów z przeszkodami | 8:11.91      | 15 qB        | 8:03.65  | 14    |
| Michelle Jenneke Monica Brennan Hazel Bowering-Scott Jenny Blundell | sztafeta szwedzka                  |              |              | 2:13.96  | 4     |

Konkurencje techniczne
| Zawodnik        | Konkurencja | Kwalifikacje | Kwalifikacje | Finał | Finał |
| Zawodnik        | Konkurencja | Wynik        | Poz.         | Wynik | Poz.  |
| --------------- | ----------- | ------------ | ------------ | ----- | ----- |
| Julia Ratcliffe | rzut młotem | 50.41        | 11 qB        | 50.49 | 11    |

### Pływanie
| Zawodnik       | Konkurencja           | Kwalifikacje | Kwalifikacje | Półfinał                | Półfinał                | Finał                   | Finał                   |
| Zawodnik       | Konkurencja           | Czas         | Poz.         | Czas                    | Poz.                    | Czas                    | Poz.                    |
| -------------- | --------------------- | ------------ | ------------ | ----------------------- | ----------------------- | ----------------------- | ----------------------- |
| Matt Stanley   | 100 m st. dowolnym    | 52.80        | 31           | Nie zakwalifikował się  | Nie zakwalifikował się  | Nie zakwalifikował się  | Nie zakwalifikował się  |
| Matt Stanley   | 200 m st. dowolnym    | 1:51.21      | 3 Q          |                         |                         | 1:51.59                 | 5                       |
| Matt Stanley   | 400 m st. dowolnym    | 3:58.45      | 7 Q          |                         |                         | 3:56.75                 | 7                       |
| Chloe Francis  | 100 m st. dowolnym    | 58.84        | 23           | Nie zakwalifikowała się | Nie zakwalifikowała się | Nie zakwalifikowała się | Nie zakwalifikowała się |
| Chloe Francis  | 200 m st. dowolnym    | 2:03.92      | 7 Q          |                         |                         | 2:03.18                 | 6                       |
| Chloe Francis  | 400 m st. dowolnym    | 4:22.59      | 10           |                         |                         | Nie zakwalifikowała się | Nie zakwalifikowała się |
| Chloe Francis  | 100 m st. klasycznym  | 1:13.38      | 15 Q         | 1:13:03                 | 14                      | Nie zakwalifikowała się | Nie zakwalifikowała się |
| Chloe Francis  | 200 m st. zmiennym    | 2:16.96      | 3 Q          |                         |                         | 2:17.62                 | 5                       |
| Renee Stothard | 100 m st. grzbietowym | 1:04.94      | 16 Q         | 1:05.11                 | 14                      | Nie zakwalifikowała się | Nie zakwalifikowała się |
| Renee Stothard | 200 m st. grzbietowym | 2:20.14      | 18           |                         |                         | Nie zakwalifikowała się | Nie zakwalifikowała się |
| Renee Stothard | 200 m st. zmiennym    | 2:31.22      | 22           |                         |                         | Nie zakwalifikowała się | Nie zakwalifikowała się |

### Podnoszenie ciężarów
| Zawodnik     | Konkurencja | Snatch | Clean & Jerk | Total | Poz. |
| ------------ | ----------- | ------ | ------------ | ----- | ---- |
| Joshua Milne | −69kg       | 91     | 110          | 201   | 9    |

### Strzelectwo
Karabin pneumatyczny
| Zawodnik                | Konkurencja          | Kwalifikacje | Kwalifikacje | Finał                   | Finał                   | Finał                   |
| Zawodnik                | Konkurencja          | Wynik        | Poz.         | Wynik                   | Suma                    | Poz.                    |
| ----------------------- | -------------------- | ------------ | ------------ | ----------------------- | ----------------------- | ----------------------- |
| Jenna Kendall Mackenzie | karabin pneumatyczny | 388          | 13.          | Nie zakwalifikowała się | Nie zakwalifikowała się | Nie zakwalifikowała się |

### Tenis stołowy
Indywidualnie
| Zawodnik | Konkurencja              | Runda 1                                   | Runda 1 | Runda 2                                   | Runda 2 | Ćwierćfinał             | Półfinał                | Finał                   | Poz. |
| Zawodnik | Konkurencja              | Mecze grupowe                             | Poz.    | Mecze grupowe                             | Poz.    | Ćwierćfinał             | Półfinał                | Finał                   | Poz. |
| -------- | ------------------------ | ----------------------------------------- | ------- | ----------------------------------------- | ------- | ----------------------- | ----------------------- | ----------------------- | ---- |
| Kevin Wu | gra pojedyncza chłopców  | Onaolapo L 1-3 (5-11, 11-7, 8-11, 3-11)   | 3 qB    | Kam W 3-2 (6-11, 11-4, 8-11, 11-4, 11-7)  | 3       | Nie zakwalifikował się  | Nie zakwalifikował się  | Nie zakwalifikował się  | 25   |
| Kevin Wu | gra pojedyncza chłopców  | Saragovi W 3-1 (9-11, 12-10, 17-15, 11-6) | 3 qB    | Santiwattanatarm L 0-3 (8-11, 8-11, 8-11) | 3       | Nie zakwalifikował się  | Nie zakwalifikował się  | Nie zakwalifikował się  | 25   |
| Kevin Wu | gra pojedyncza chłopców  | Kim L 0-3 (7-11, 2-11, 4-11)              | 3 qB    | Wagner L 1-3 (7-11, 4-11, 11-6, 9-11)     | 3       | Nie zakwalifikował się  | Nie zakwalifikował się  | Nie zakwalifikował się  | 25   |
| Julia Wu | gra pojedyncza dziewcząt | Tanioka L 0-3 (7-11, 3-11, 4-11)          | 4 qB    | Huang L 0-3 (4-11, 5-11, 4-11)            | 4       | nie zakwalifikowała się | nie zakwalifikowała się | nie zakwalifikowała się | 29   |
| Julia Wu | gra pojedyncza dziewcząt | Loveridge L 0-3 (11-13, 9-11, 7-11)       | 4 qB    | Vithanage L 0-3 (7-11, 8-11, 8-11)        | 4       | nie zakwalifikowała się | nie zakwalifikowała się | nie zakwalifikowała się | 29   |
| Julia Wu | gra pojedyncza dziewcząt | Li L 0-3 (3-11, 2-11, 5-11)               | 4 qB    | Galic L 0-3 (2-11, 5-11, 7-11)            | 4       | nie zakwalifikowała się | nie zakwalifikowała się | nie zakwalifikowała się | 29   |

Zespołowo
| Zawodnik                      | Konkurencja            | Runda 1                                               | Runda 1 | Runda 2                                    | Ćwierćfinał             | Półfinał                | Finał                   | Poz. |
| Zawodnik                      | Konkurencja            | Mecze w grupie                                        | Poz.    | Runda 2                                    | Ćwierćfinał             | Półfinał                | Finał                   | Poz. |
| ----------------------------- | ---------------------- | ----------------------------------------------------- | ------- | ------------------------------------------ | ----------------------- | ----------------------- | ----------------------- | ---- |
| New Zealand Julia Wu Kevin Wu | gra zespołowa mieszana | Croatia Jeger Fucec L 0-3 (0-3, 1-3, 1-3)             | 4 qB    | India Bhandarkar Das L 1-2 (0-3, 3-2, 1-3) | Nie zakwalifikowali się | Nie zakwalifikowali się | Nie zakwalifikowali się | 25   |
| New Zealand Julia Wu Kevin Wu | gra zespołowa mieszana | Pan American 2 Cordero Saragovi L 0-3 (0-3, 1-3, 1-3) | 4 qB    | India Bhandarkar Das L 1-2 (0-3, 3-2, 1-3) | Nie zakwalifikowali się | Nie zakwalifikowali się | Nie zakwalifikowali się | 25   |
| New Zealand Julia Wu Kevin Wu | gra zespołowa mieszana | Chinese Taipei Huang Hung L 0-3 (0-3, 0-3, 0-3)       | 4 qB    | India Bhandarkar Das L 1-2 (0-3, 3-2, 1-3) | Nie zakwalifikowali się | Nie zakwalifikowali się | Nie zakwalifikowali się | 25   |

### Triathlon
Dziewczęta
| Triatlonista  | Konkurencja   | Pływanie | Zmiana 1 | Kolarstwo | Zmiana 2 | Bieg  | Łączny czas | Poz. |
| ------------- | ------------- | -------- | -------- | --------- | -------- | ----- | ----------- | ---- |
| Maddie Dillon | Indywidualnie | 10:12    | 0:35     | 31:31     | 0:27     | 19:49 | 1:02:34.50  | 8    |

Chłopcy
| Triatlonista  | Konkurencja   | Pływanie (1,5km) | Zmiana 1 | Kolarstwo (40km) | Zmiana 2 | Bieg (10km) | Łączny czas | Poz. |
| ------------- | ------------- | ---------------- | -------- | ---------------- | -------- | ----------- | ----------- | ---- |
| Aaron Barclay | Indywidualnie | 8:39             | 0:29     | 28:39            | 0:22     | 16:32       | 54:41.49    |      |

Składy mieszane
| Zawodnik                                                   | Konkurencja               | Łączny czas zawodnika (Pływanie 250 m, Kolarstwo 7 km, Bieg 1,7 km) | Łączny czas grupy | Poz. |
| ---------------------------------------------------------- | ------------------------- | ------------------------------------------------------------------- | ----------------- | ---- |
| Ellie Salthouse Michael Gosman Maddie Dillon Aaron Barclay | Składy mieszane Oceania 1 | 20:36 19:07 21:11 19:01                                             | 1:19:55.23        |      |

### Wioślarstwo
| Zawodnik                           | Konkurencja      | Kwalifikacje | Kwalifikacje | Repesaż | Repesaż | Półfinał | Półfinał | Finał   | Finał | Poz. |
| Zawodnik                           | Konkurencja      | Czas         | Poz.         | Czas    | Poz.    | Czas     | Poz.     | Czas    | Poz.  | Poz. |
| ---------------------------------- | ---------------- | ------------ | ------------ | ------- | ------- | -------- | -------- | ------- | ----- | ---- |
| Hayden Cohen                       | jedynki chłopców | 3:30.65      | 4 QR         | 3:36.95 | 2 QA/B  | 3:35.38  | 4 QB     | 3:28.04 | 2     | 8    |
| Beatrix Heaphy-Hall Eve MacFarlane | dwójki dziewcząt | 3:34.85      | 4 QR         | 3:49.63 | 1 QA/B  | 3:41.97  | 5 QB     | 3:38.69 | 1     | 7    |

### Zapasy
Styl wolny
| Zawodnik   | Konkurencja | Kwalifikacje                 | Kwalifikacje | Finał                                     | Poz. |
| Zawodnik   | Konkurencja | Grupa                        | Poz.         | Finał                                     | Poz. |
| ---------- | ----------- | ---------------------------- | ------------ | ----------------------------------------- | ---- |
| Tayla Ford | −60kg       | Baatarzorig L 0-2 (0–1, 0–2) | 4            | Mecz o 7. miejsce Puteri W 2–0 (4–0, 4–0) | 7    |
| Tayla Ford | −60kg       | Lipatova L 0–2 (0–4, 0–4)    | 4            | Mecz o 7. miejsce Puteri W 2–0 (4–0, 4–0) | 7    |
| Tayla Ford | −60kg       | Victor L 0–2 (0–4, 0–3)      | 4            | Mecz o 7. miejsce Puteri W 2–0 (4–0, 4–0) | 7    |
| Tayla Ford | −60kg       | Souare W Fall (4–0)          | 4            | Mecz o 7. miejsce Puteri W 2–0 (4–0, 4–0) | 7    |

### Żeglarstwo
| Zawodnik       | konkurencja | Wyścig | Wyścig | Wyścig | Wyścig | Wyścig | Wyścig | Wyścig | Wyścig | Wyścig | Wyścig | Wyścig | Wyścig | Pkt | Poz. |
| Zawodnik       | konkurencja | 1      | 2      | 3      | 4      | 5      | 6      | 7      | 8      | 9      | 10     | 11     | M*     | Pkt | Poz. |
| -------------- | ----------- | ------ | ------ | ------ | ------ | ------ | ------ | ------ | ------ | ------ | ------ | ------ | ------ | --- | ---- |
| Jack Collinson | Byte CII    | 16     | 4      | 5      | 19     | 14     | 27     | 1      | 21     | 18     | 16     | 7      | 24     | 124 | 15.  |
| Elise Beavis   | Byte CII    | 11     | 10     | 7      | DSQ    | 9      | 15     | 6      | 8      | 15     | 11     | 15     | 11     | 103 | 11.  |